# Johan Bertilsson
Karl Johan Walter Bertilsson, född 15 februari 1988 i Hova, är en svensk fotbollsspelare (mittfältare) som spelar för FBK Karlstad. Han har tidigare spelat för svenska klubbarna Degerfors IF, Gefle IF, Kalmar FF, Östersunds FK, Dalkurd FF, Örebro SK och IF Karlstad samt varit proffs i polska Zaglebie Lubin.

## Karriär
Bertilsson provspelade i unga år för Cardiff City som sedan ville ha över den talangfulle västgöten till England. Han stannade dock kvar i sin dåvarande klubb Carlstad United. Efter några bra säsonger i Degerfors IF, dit han kom inför säsongen 2007, fanns år 2009 intresse från flera klubbar i danska andraligan och även från allsvenska Örebro SK men han valde återigen att stanna i den klubb han representerade och skrev istället ett nytt kontrakt med Degerfors. Beslutet visade sig lyckat då Bertilsson var med och återförde klubben till Superettan samma år.
När nya locktoner, nu från allsvenska Kalmar FF, kom mitt under säsongen 2010 då Bertilsson starkt bidragit till Degerfors lyckade start i serien, valde han till sist att falla för uppvaktningen. Ett 4-årskontrakt skrevs på i juni 2010 och debuten i Allsvenskan för hans nya klubb kom redan i juli samma år.
Sejouren i Kalmar blev dock inte vad han själv och klubben hoppats på. Från sommaren 2012 var Bertilsson utlånad till Jönköping Södra i Superettan och redan under hösten 2012 stod det klart att han säsongen 2013 skulle vara fortsatt utlånad, nu till Degerfors IF.
I januari 2014 blev Bertilsson plötsligen utlandsproffs hos polska Zaglebie Lubin men i augusti samma år återvände han till Sverige och skrev på ett 2,5-årskontrakt med allsvenska Gefle IF. I november 2016 värvades han på ett treårskontrakt med Östersunds FK.
I mars 2018 skrev Bertilsson på för då nyligen allsvenska Dalkurd FF. Redan efter fyra månader var sejouren i klubben dock över och han såldes vidare till Örebro SK där han skrev på ett kontrakt sträckande över 2021.
I januari 2020 återvände Bertilsson till Degerfors IF där han skrev på ett treårskontrakt. Bertilsson gjorde 19 mål på 29 ligamatcher under säsongen 2020, då Degerfors IF blev uppflyttade till Allsvenskan. Efter säsongen 2022 lämnade han klubben.
I januari 2023 blev Bertilsson klar för IF Karlstad där han skrev på ett tvåårskontrakt med option för ett tredje år. I januari 2025 gick Bertilsson till division 2-klubben FBK Karlstad.

## Meriter
Bertilsson har spelat ett antal ungdoms- och juniorlandskamper för Sverige.